# Sergio G. Sánchez
Sergio Gutiérrez Sánchez (Oviedo, 1º gennaio 1973) è uno sceneggiatore e regista spagnolo.

## Biografia
Ha iniziato la propria carriera scrivendo e dirigendo i cortometraggi 7337 e Temporada baja. Nel 2004 conosce il regista Juan Antonio Bayona e gli offre di dirigere la sua sceneggiatura per The Orphanage. La prima sceneggiatura di The Orphanage è stata scritta da Sánchez nel 1996, che originariamente voleva dirigere, ma è stata più volte rifiutata da diverse case di produzione spagnole. The Orphanage esce nelle sale cinematografiche nel 2007 e si rivela un successo internazionale, e Sánchez vince il premio Goya per la miglior sceneggiatura.
Nel 2010 torna a collaborare con Bayona, firmando la sceneggiatura del suo primo film in lingua inglese, prodotto da Apaches Entertainment e Telecinco Cinema. Il film, intitolato The Impossible, è stato girato nel 2010 e distribuito nel 2012. Sempre con Bayona co-dirige il videoclip per il singolo Disconnected della band britannica Keane.

## Filmografia

### Sceneggiatore
- The Orphanage (El orfanato), regia di Juan Antonio Bayona (2007)
- Las manos del pianista – film TV, regia di Sergio G. Sánchez (2008)
- Fin, regia di Jorge Torregrossa (2012)
- The Impossible (Lo imposible), regia di Juan Antonio Bayona (2012)
- Purgatorio, regia di Pau Teixidor (2014)
- Palme nella neve (Palmeras en la nieve), regia di Fernando González Molina (2015)
- Marrowbone (El secreto de Marrowbone), regia di Sergio G. Sánchez (2017)

### Regista
- Las manos del pianista – film TV (2008)
- Marrowbone (El secreto de Marrowbone) (2017)